# 令狐绹
令狐绹（795年—872年），字子直，晚唐政治家。

## 生平
唐文宗太和四年（830年），通过进士考试，开始从政。前后担任过弘文馆校书郎、左拾遗、左补阙、户部员外郎、右司郎中、湖州（在今浙江省境）刺史等官职。唐宣宗大中四年（850年）起升任宰相直至到大中十三年（859年）宣宗去世。出为河中节度使。後來前後擔任四鎮節度使。大中十三年秋八月，为山陵礼仪使。
令狐绹执政於晚唐，中央政权風雨飄搖。他没有良好的政绩记录並不足為奇。唐宣宗是晚唐最后一个比较强势的皇帝，而令狐绹以一种小心翼翼的态度处理了他们之间的合作关系。《旧唐书》上说他的性格胆小迟缓。这也许是他身居相位达10年之久的原因之一。令狐绹並非無情人，與李商隱有書簡慰答。
令狐绹之父令狐楚曾经在元和年间担任过宰相。根据《资治通鉴》上的记载，令狐绹能够升任宰相，在某种程度上是宣宗感动于令狐楚对宪宗的忠诚。令狐绹之子令狐滈骄纵不法，受贿卖官，人称“白衣宰相”。咸通九年，龐勛據徐州，令狐綯擔任徐州南面招討使，屢為龐勛所敗。咸通十三年（872年）出任凤翔节度使任，不久卒，赠太尉。令狐绹有子：中书舍人令狐渙、令狐渢。
令狐綯的外祖沂州刺史李漸，唐朝名畫師。舅舅乃李仲和。

## 逸事
温庭筠早年與令狐滈友好，经常出入相府。令狐绹曾央求温庭筠代写二十首《菩萨蛮》词。可惜後來因故反目成仇。